# Hypostomus macrophthalmus
Hypostomus macrophthalmus är en fiskart som beskrevs av Boeseman, 1968. Hypostomus macrophthalmus ingår i släktet Hypostomus och familjen Loricariidae. Inga underarter finns listade i Catalogue of Life.